# Vũ Xuân Chiêm
Vũ Xuân Chiêm (1923 –7 tháng 9 năm 2012) là một tướng lĩnh Quân đội nhân dân Việt Nam, quân hàm Trung tướng. Ông từng giữ các chức vụ: Thứ trưởng Bộ Quốc phòng, Chủ nhiệm Tổng cục Hậu cần, Cục trưởng Cục Chính trị – Tổng cục Hậu cần, Phó Chủ nhiệm Tổng cục Hậu cần, Chính ủy Đoàn 559 – Bộ đội Trường Sơn. Đại biểu Quốc hội các khóa IV, V và VI. Huân chương Độc lập hạng Nhất

## Thân thế sự nghiệp
Ông sinh tháng 2 năm 1923 tại xã Trung Đông, huyện Nam Ninh (nay là xã Trung Đông,huyện Trực Ninh), tỉnh Nam Định.
Ông sinh trưởng trong một gia đình nông dân nghèo, năm 14 tuổi, ông đi làm thợ thủy tinh.
- Năm 1936, ông tham gia phong trào dân chủ, làm nhiệm vụ liên lạc và chuyển tài liệu cho các cán bộ Cộng sản.
- Từ năm 1937 đến tháng 8 năm 1945, ông bị chính quyền thực dân Pháp bắt giam vì trong người có tài liệu, do chưa đủ tuổi nên bị kết án 15 năm tù khổ sai, 15 năm đày đi biệt xứ đưa đi giam tại các nhà tù Hoà Bình, Sơn La rồi đày đi Côn Đảo.
- Năm 1940, ông được kết nạp vào Đảng Cộng sản Đông Dương. Thời gian ở tù, ông còn có bí danh là Vũ Xuân Chi.
- Tháng 9 năm 1945, ông ra tù, được ông Hồ Tùng Mậu, đón về Huế tiếp tục hoạt động, tham gia Ban Chấp hành Công đoàn Trung Bộ.
- Năm 1947, ông là Tỉnh uỷ viên tỉnh Thừa Thiên.
- Từ năm 1950 đến năm 1954, ông là Phó cục trưởng Cục Chính trị, Tổng cục Hậu cần, tham gia các chiến dịch Biên Giới, Hoà Bình, Tây Bắc và chiến dịch Điện Biên Phủ.
- Từ năm 1955 đến năm 1960, ông Phó cục trưởng rồi Cục trưởng Cục Chính trị, Tổng cục Hậu cần.
- Năm 1961, ông học tại Học viện Quân sự Liên Xô. Sau khi về nước,
- Từ năm 1962 đến năm 1965, ông là Phó chủ nhiệm Tổng cục Hậu cần.
- Năm 1965, ông được điều động làm Phó chính uỷ rồi Chính uỷ Bộ Tư lệnh Đoàn 559.
- Năm 1970, ông được điều trở lại làm Phó chủ nhiệm Tổng cục Hậu cần.
- Tháng 6 năm 1976 đến tháng 3 năm 1977, làm Chủ nhiệm Tổng cục Hậu cần.
- Từ tháng 9 năm 1976 đến năm 1987, ông là Thứ trưởng Bộ Quốc phòng.
- Ông là Đại biểu Quốc hội các khóa IV, V và VI.
- Ông được phong quân hàm: Thiếu tướng (1974), Trung tướng (1982)
- Năm 1987, ông nghỉ hưu
- Ông qua đời ngày 7 tháng 9 năm 2012 tại Hà Nội.

## Lịch sử thụ phong quân hàm
| Quân hàm | Tập tin:Vietnam People's Army Major General.jpg | Tập tin:Vietnam People's Army Lieutenant General.jpg |  |  |  |  |  |  |  |  |
| Cấp bậc  | Thiếu tướng                                     | Trung tướng                                          |  |  |  |  |  |  |  |  |
|          |                                                 |                                                      |  |  |  |  |  |  |  |  |

## Tặng thưởng
- Huân chương Độc lập hạng Nhất
- Huân chương Quân công hạng Nhất
- Huân chương Chiến thắng hạng Nhất
- Huân chương Kháng chiến hạng Nhất
- Huân chương Chiến công hạng Nhất
- Huân chương Kháng chiến chống Mỹ hạng Nhất
- Huy hiệu 70 năm tuổi Đảng.